# 誰殺了勇者
《誰殺了勇者》是駄犬所著、toi8擔任插畫的日本輕小說系列，从2023年2月開始連載於成為小說家吧、單行本則於2023年9月29日通過KADOKAWA出版。本作獲得《這本輕小說真厲害！2025》文庫部門第2位、新作部門第1位。截至2025年5月已累計發行超過30萬部。漫畫改編由曾繪製《Fate/Apocrypha》的石田晶繪製。除此之外，本作還邀請茅野愛衣和匿名创作者团队あのにむ參與製作宣傳PV，並讓原EGOIST主唱reche擔任あのにむ編曲的《カルミア feat. reche》的主唱。

## 登場人物

### 主要人物
阿瑞斯·施密特
勇者。出身平民、不受國王待見，據里昂等人所說在擊敗魔王後已被殺害。然而，實際上與劍聖里昂等人一起討伐魔王的人是阿瑞斯的表弟扎克，而阿瑞斯本人早在與扎克旅行途中被魔人所殺。
里昂·穆勒
劍聖、勇者候補，原定為最符合的勇者人選。出身於伯爵家。經歷羅佐洛夫大森林之戰後認為自己不適合成為勇者。
瑪莉雅·勞倫
聖女、勇者候補，隊伍中的僧侶。
梭倫·巴克萊
賢者、勇者候補，視阿瑞斯為笨蛋兼好友。
亞歷克西婭
十二歲的王女，勇者阿瑞斯的結婚對象。

## 製作背景
本作作者駄犬曾從事圖書編輯等工作，目前為年過40的公司職員。作者駄犬的上一部作品《关于我吃了怪物肉登上王位这档事》（モンスターの肉を食っていたら王位に就いた件）曾投稿於成為小說家吧，但沒受到關注。因此他決定不再迎合平台的固定風格，創作出以「嚴肅故事」為賣點的作品《誰殺了勇者》。在創作的過程中，勇者夥伴的三段訪談是駄犬編著的首要部分，因此並未確定結局。

## 出版書籍

### 輕小說
| 卷數 | KADOKAWA      | KADOKAWA               | 台灣角川      | 台灣角川               |
| 卷數 | 發售日期      | ISBN                   | 發售日期      | ISBN                   |
| ---- | ------------- | ---------------------- | ------------- | ---------------------- |
| 1    | 2023年9月29日 | ISBN 978-4-041-14184-7 | 2024年9月9日  | ISBN 978-6-264-00496-1 |
| 2    | 2024年8月1日  | ISBN 978-4-041-15230-0 | 2025年3月24日 | ISBN 978-6-264-15385-0 |
| 3    | 2025年5月30日 | ISBN 978-4-041-16257-6 |               |                        |

### 漫畫
| 卷數 | KADOKAWA     | KADOKAWA               |
| 卷數 | 發售日期     | ISBN                   |
| ---- | ------------ | ---------------------- |
| 1    | 2025年7月7日 | ISBN 978-4-04-811540-7 |

## 迴響
本作在商業表現上成為「2023年輕小說銷售第一」，同時也是「歷史上新作輕小說銷量第一的作品」。2024年3月，销量达到10萬部，同年11月，本作销量累计达到20萬部。本作在2023年举办的《下一部人氣輕小說大賞》的文庫部門中獲得第4。此外，在《這本輕小說真厲害！》中，本作分別獲得2025年的綜合新作部門第1以及文庫部門的第2名。
本作會引起大眾關注的原因有五，其一為本作與《葬送的芙莉蓮》的內容「擊敗魔王之後的故事」相似，因此動畫開播後容易吸引觀眾。第二，因本作「帶有推理元素的奇幻作品」而吸引推理迷的關注。第三點則是與眾不同的封面設計，插畫家toi8不以美少女角色為主的封面設計，而是跳脫常規套路吸引觀眾。第四，雖然後續出售第二卷，但當初作者的計劃是以一卷完結本體劇情。最後一點是出版社和主編的宣傳能力。
角川Sneaker文庫的編輯評價《誰殺了勇者》的結構和表現方式是以前奇幻作品中不常見的類型，因此造就本作的魅力。此外，日本遊戲設計師堀井雄二也推薦本作。Real Sound評論家タニグチリウイチ表示，本作的獨特之處在於從一開始就並未將勇者描繪成特殊的存在，而是將其刻畫為透過自身努力和意志成長的人物。

## 外部連結
- 成為小說家吧（日語）
- 誰殺了勇者的X（前Twitter）
- Comic Walker（日語）